# Lewia ethzedia
Lewia ethzedia är en svampart som beskrevs av E.G. Simmons 1986. Lewia ethzedia ingår i släktet Lewia och familjen Pleosporaceae.   Inga underarter finns listade i Catalogue of Life.